# Сэнборн, Дэвид
Дэвид Уильям Сэнборн (англ. David William Sanborn, 30 июля 1945 — 12 мая 2024) — американский альт-саксофонист и композитор. Один из наиболее влиятельных музыкантов в современном джазе, работающий также во многих других жанрах, таких как R&B, блюз и фанк.

## Биография
Родился в Тампе, штат Флорида, вырос в Кирквуде, Миссури. С трёх лет болел полиомиелитом; болезнь продлилась 8 лет, но окончательно музыкант так и не выздоровел. Для укрепления лёгких врач посоветовал Дэвиду начать играть на каком-нибудь духовом инструменте, и Сэнборн выбрал саксофон.
Учился в Северо-Западном университете, но затем перешёл в Айовский университет.

## Карьера
Уже в возрасте 14 лет Сэнборн начал выступать вместе с Альбертом Кингом и Литтлом Милтоном. В 1967 году он переезжает в Сан-Франциско, где происходит его знакомство с барабанщиком Филиппом Уилсоном, который приглашает Сэнборна в The Paul Butterfield Blues Band. Так как его игра отличается романтичным и красивым звучанием, его начинают приглашать в качестве сайдмэна многие известные музыканты.
Первый сольный альбом Сэнборна, Taking Off, вышел в 1975 году. Его пятый альбом Heart to Heart, вышедший в 1978 году, был номинирован на премию Грэмми.
На данный момент Дэвид Сэнборн выпустил более 30 альбомов. По состоянию на 2016 год музыкант являлся обладателем шести премий «Грэмми».

## Смерть
Умер 12 мая 2024 года в Тарритауне, штат Нью-Йорк, от осложнений, вызванных раком предстательной железы, в возрасте 78 лет. Это заболевание было диагностировано у него в 2018 году.